# Rudolf Ramseyer
Rudolf Ramseyer (ur. 17 września 1897 w Bernie, zm. 13 września 1943 tamże) – szwajcarski piłkarz grający na pozycji lewego obrońcy. W swojej karierze rozegrał 59 meczów w reprezentacji Szwajcarii, w których strzelił 3 gole.

## Kariera piłkarska
Swoją karierę piłkarską Ramseyer rozpoczął w klubie BSC Young Boys. Zadebiutował w nim w sezonie 1919/1920 i już w debiutanckim sezonie wywalczył z klubem z Berna tytuł mistrza Szwajcarii. W Young Boys grał do końca sezonu 1924/1925. W 1925 roku odszedł do innego klubu z Berna, FC Bern. Grał w nim do końca swojej kariery, czyli do 1933 roku.

## Kariera reprezentacyjna
W reprezentacji Szwajcarii Ramseyer zadebiutował 27 czerwca 1920 roku w wygranym 4:1 towarzyskim meczu z Niemcami, rozegranym w Zurychu. W 1924 roku był podstawowym zawodnikiem Szwajcarii na Igrzyskach Olimpijskich w Paryżu. Zdobył na nich srebrny medal. W 1928 roku zagrał na Igrzyskach Olimpijskich w Amsterdamie. Od 1925 roku pełnił funkcję kapitana kadry narodowej. Od 1920 do 1931 roku rozegrał w kadrze narodowej 59 meczów i strzelił w nich 3 gole.